# Route européenne 471
Pour les articles homonymes, voir E471 (homonymie) et Route 471.
La route européenne 471 est une route reliant Moukatchevo à Lviv.